# Campeonato Mundial de Atletismo Júnior de 2012 - 5000 m feminino
A prova dos 5000 metros rasos feminino do Campeonato Mundial de Atletismo Júnior de 2012 ocorreu no dia 11 de julho em Barcelona, na Espanha. 

## Recordes
Antes desta competição, os recordes mundiais e do campeonato nesta prova eram os seguintes:
|     | Nome            | Nacionalidade | Tempo    | Local   | Data                |
| --- | --------------- | ------------- | -------- | ------- | ------------------- |
| WJR | Tirunesh Dibaba | Etiópia       | 14:30.88 | Bergen  | 11 de junho de 2004 |
| CR  | Genzebe Dibaba  | Etiópia       | 15:08.06 | Moncton | 21 de julho de 2010 |

## Medalhistas
| Ouro              | Prata          | Bronze                  |
| Buze Diriba (ETH) | Ruti Aga (ETH) | Agnes Jebet Tirop (KEN) |

## Cronograma
Todos os horários são locais (UTC+1).
| Data        | Hora  | Evento |
| ----------- | ----- | ------ |
| 11 de julho | 20:30 | Final  |

## Resultados
A prova final foi realizada no dia 11 de julho ás 20:30. 
| Posição           | Atleta                      | Nacionalidade  | Tempo    | Notas           |
| ----------------- | --------------------------- | -------------- | -------- | --------------- |
| Medalha de ouro   | Buze Diriba                 | Etiópia        | 15:32.94 |                 |
| Medalha de prata  | Ruti Aga                    | Etiópia        | 15:32.95 | Recorde pessoal |
| Medalha de bronze | Agnes Jebet Tirop           | Quênia         | 15:36.74 | Recorde pessoal |
| 4                 | Cayla Hatton                | Estados Unidos | 15:50.32 | Recorde pessoal |
| 5                 | Caroline Chepkoech Kipkirui | Quênia         | 15:58.10 |                 |
| 6                 | Alena Kudashkina            | Rússia         | 16:05.64 |                 |
| 7                 | Monica Madalina Florea      | Roménia        | 16:08.07 | Recorde pessoal |
| 8                 | Allison Woodward            | Estados Unidos | 16:08.29 | Recorde pessoal |
| 9                 | Nancy Cheptegei             | Uganda         | 16:15.49 | Recorde pessoal |
| 10                | Wu Xufeng                   | China          | 16:19.84 |                 |
| 11                | Shiori Yano                 | Japão          | 16:21.29 |                 |
| 12                | Moe Kyuma                   | Japão          | 16:21.36 |                 |
| 13                | Li Zhixuan                  | China          | 16:24.29 | Recorde pessoal |
| 14                | Kim Do-yeon                 | Coreia do Sul  | 16:27.62 |                 |
| 15                | Irene van Lieshout          | Países Baixos  | 16:38.68 |                 |
| 16                | Jip Vastenburg              | Países Baixos  | 16:47.32 |                 |
| 17                | Anca Maria Bunea            | Roménia        | 16:51.53 |                 |
| 18                | Aminata Olowoora            | Nigéria        | 17:59.79 |                 |
| –                 | Emelia Gorecka              | Reino Unido    | –        | DNS             |

Legenda
| Recorde mundial       | Recorde mundial (World record)               |                       | Recorde africano                      | Recorde africano (African) |                                           | Q | Classificado por posição (Qualified) |
| Recorde do campeonato | Recorde do campeonato (Championship record)  | Recorde da América    | Recorde da América (Americas)         | q                          | Classificado por melhor tempo (Qualified) |   |                                      |
| Melhor marca do ano   | Melhor marca do ano (World leading)          | Recorde asiático      | Recorde asiático (Asian)              | DNS                        | Não largou (Did not start)                |   |                                      |
| Recorde nacional      | Recorde nacional (National record)           | Recorde europeu       | Recorde europeu (European)            | DNF                        | Não terminou (Did not finish)             |   |                                      |
| Recorde pessoal       | Recorde pessoal do atleta (Personal best)    | Recorde da Oceania    | Recorde da Oceania (Oceania)          | DSQ / DQ                   | Desclassificado (Disqualified)            |   |                                      |
| Recorde da temporada  | Recorde da temporada do atleta (Season best) | Recorde sul-americano | Recorde sul-americano (South America) | NM                         | Sem marca (No mark)                       |   |                                      |